# Erzwungene Perspektive

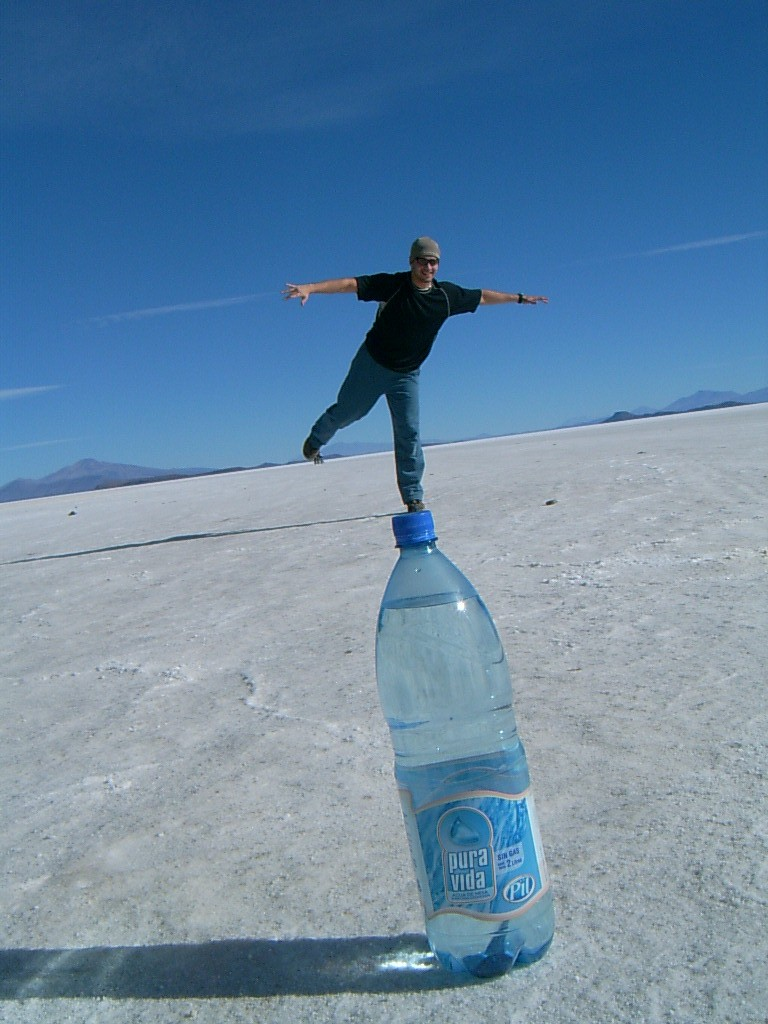
Erzwungene Perspektive in der Photographie

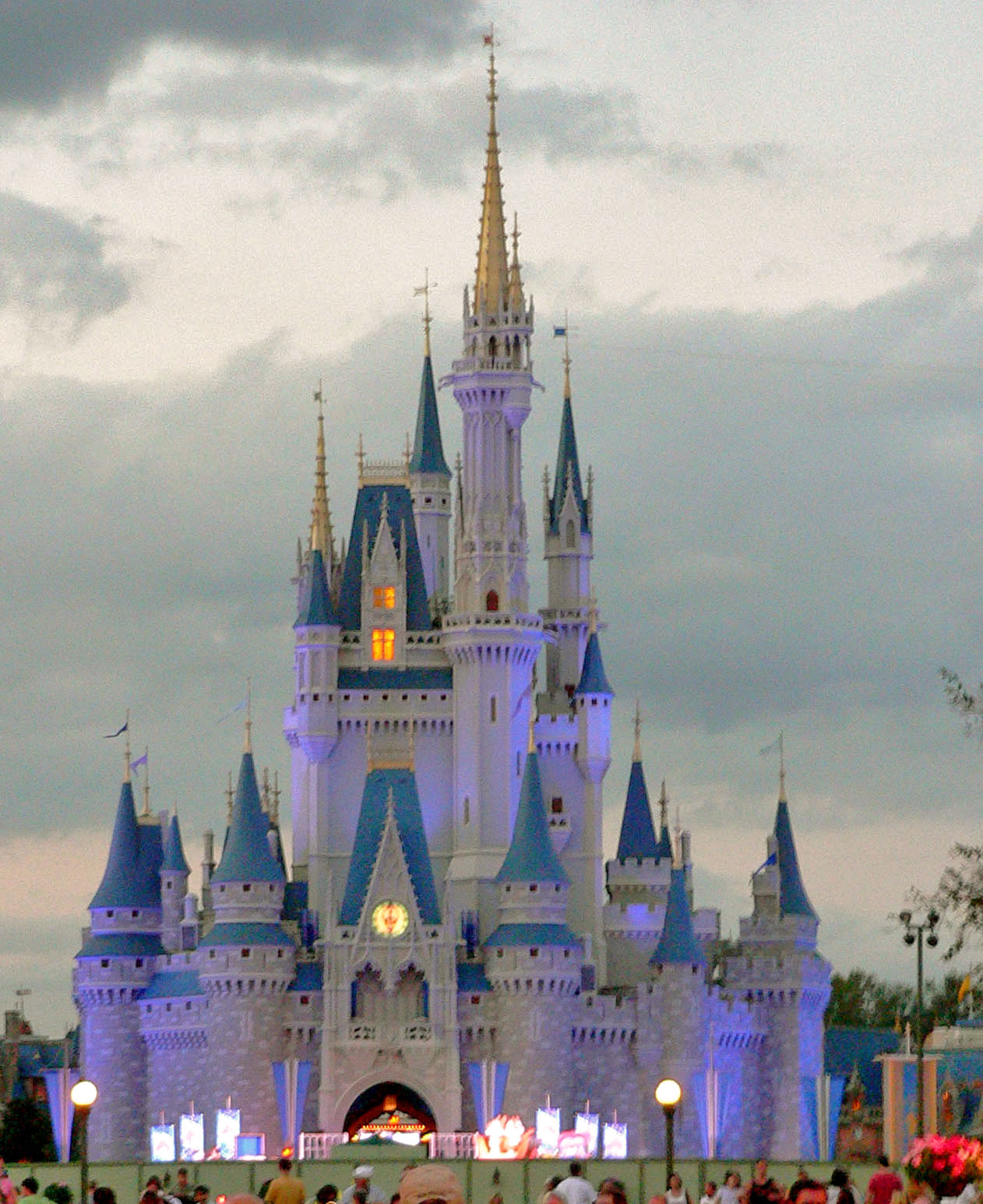
Cinderella Castle: Erzwungene Perspektive in der Architektur (Walt Disney World)

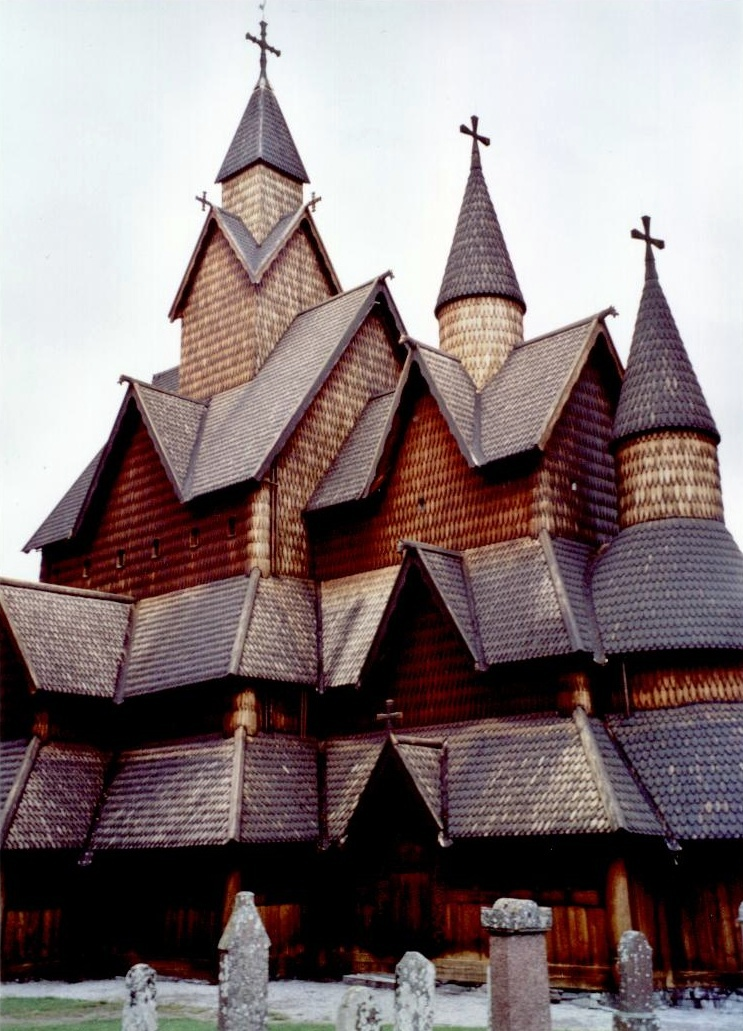
Erzwungene Perspektive in der Architektur (Norwegische Stabkirche)

Die erzwungene Perspektive ist eine Technik in Film, Kunst und Architektur, die dazu dient, Objekte für den Zuschauer größer, kleiner, näher oder weiter weg erscheinen zu lassen, als sie wirklich sind. In welcher Weise die Dimensionen so verzerrt werden, hängt von der Stellung zwischen Kamera und gefilmtem Objekt, bzw. Standpunkt des Betrachters und dem fraglichen Objekt ab. Die erzwungene Perspektive erzeugt eine optische Täuschung, die zumeist genutzt wird, um Dinge als weiter entfernt von der Kamera erscheinen zu lassen, wenn nur begrenzter Platz zur Verfügung steht. Filmproduktionen aus den 1950er und 60er Jahren sind bekannt für ihre vielfach verwendete und nicht selten auffällige Affinität zur erzwungenen Perspektive.
Beispiele für den Einsatz erzwungener Perspektiven:
- Man stelle sich in einem Action- oder Abenteuerfilm eine Szene vor, in welcher Dinosaurier die Filmhelden bedrohen. Indem ein Miniaturmodell eines Dinosauriers sehr nah an der Kamera aufgenommen wird, kann der Saurier bedrohlich groß für den Zuschauer wirken, obwohl das Modell lediglich näher an der Kamera steht.

Die erzwungene Perspektive kann überzeugender dargestellt werden, wenn die Umgebung im Studio den Fehler in der Perspektive 'versteckt'. So wurde zum Beispiel für die Schluss-Szene des Films Casablanca ein Flughafen inmitten eines Sturms als Ort des Geschehens gewählt, die komplette Szene jedoch in einem Studio gedreht. Um das Flugzeug im Hintergrund weiter weg erscheinen zu lassen, wurden unter anderem Minderwüchsige als Schauspieler für das Wartungspersonal eingesetzt. Der Sturm lenkt von der Szene ab und steigert so die Glaubwürdigkeit.
Peter Jacksons Film-Trilogie Der Herr der Ringe greift fast ständig auf erzwungene Perspektiven zurück. Sich vermeintlich gegenüber stehende Schauspieler wurden am Set sehr unterschiedlich nah an der Kamera positioniert. In Szenen ohne Bewegung der Kamera lässt dies bereits z. B. die Zwerge und Hobbits im Vergleich zu anderen sehr klein erscheinen.
Als neue Technik und Erweiterung der erzwungenen Perspektive wurde für Die Gefährten ein Verfahren entwickelt, durch welches die erzwungene Perspektive auch in Szenen mit Kamerabewegungen genutzt werden kann. Teile der Ausstattung am Set wurden auf beweglichen Plattformen gelagert, welche bei Bewegungen der Kamera exakt synchron verschoben wurden, so dass die optische Täuschung gewahrt blieb.
In der Slapstick-Komödie Top Secret! wird in einer Szene der Effekt der erzwungenen Perspektive karikiert. Die Szene beginnt mit einer vermeintlichen Nahaufnahme eines klingelnden Telefons, die Charaktere sind im Hintergrund und in einiger Distanz zu erkennen. Als dann jedoch eine der Figuren zum Telefon (und in Richtung Kamera) geht, wird deutlich, dass das Telefon erheblich überdimensioniert ist und nicht besonders nah an der Kamera steht.
In der Filmkomödie Buddy – Der Weihnachtself von 2003 lebt ein erwachsener Mensch namens Buddy unter kleinen Elfenwesen am Nordpol, wofür bei den Dreharbeiten ebenfalls die erzwungene Perspektive zum Einsatz kam.